# 1597 a tudományban
Az 1597. év a tudományban és a technikában.

## Születések
- április 13. – Giovanni Battista Hodierna  itáliai csillagász, Galileo Galilei követője († 1660)

## Halálozások
- június 20. – Willem Barents holland hajós és felfedező, az északi sarkvidéki expedíciók úttörője (* 1550)